# Rocket Knight
Rocket Knight (ロケットナイト Roketto Naito?) es un videojuego de plataformas 2.5D que supone una recuperación de la serie de videojuegos Rocket Knight, que se había iniciado con Rocket Knight Adventures. Fue desarrollado por Climax Studios y publicado por Konami para Xbox Live Arcade (en todas las regiones), PlayStation Network (en Europa y Japón) y Steam (en Norteamérica) el 12 de mayo de 2010. El 18 de ese mismo mes fue publicado para PlayStation Network en Norteamérica.

## Argumento
Sparkster, en su regreso de la lucha contra el imperio Gedol en Sparkster: Rocket Knight Adventures 2, se sorprende de descubrir que el imperio Devotindos, los cerdos contra los que había luchado previamente en Rocket Knight Adventures, se habían instalado en el reino de Zephyrus junto a los habitantes zarigüeyas bajo el permiso concedido por el rey de Zephyrus al general Sweinhart, un veterano de la anterior guerra entre Zephyrus y Devotindos. Con sus advertencias ignoradas por el rey de Zephyrus, Sparkster decide mudarse a vivir a otro lugar con su familia durante un tiempo, asumiendo que ya no es tan útil como era antes.
Quince años después, ha surgido una nueva amenaza para Zephyrus. Sparkster descubre, sorprendido, que los cerdos están luchando junto a las zarigüeyas contra un ejército de lobos, con la némesis de Sparkster, Axel Gear, actuando como Rocket Knight en su ausencia. Sospechando que algo puede estar mal, Sparkster decide volverse a poner su equipo para regresar a la lucha, listo para enfrentarse al ejército Lobo. Sin embargo, cuando Sparkster derrota al líder de los lobos en su propia tierra, el general Sweinhart vuelve de nuevo al imperio Devotindos contra las zarigüeyas, una vez eliminada su otra amenaza. Sparkster debe regresar a Zephyrus para salvar su reino y derrotar al ejército Devotindos.

## Jugabilidad
El juego se muestra con una perspectiva ligeramente alejada, lo que permite un uso menos peligroso del cinturón cohete, y usa el rellenado automático de energía de Sparkster: Rocket Knight Adventures 2, que afecta tanto al cinturón cohete como a los ataques de espada ya mostrados en Rocket Knight Adventures (ni Rocket Knight Adventures ni el Sparkster de SNES tienen auto rellenado de energía). Sparkster no puede hacer impulsos de vuelo consecutivos, pero puede planear temporalmente en el aire. Hay otros ajustes, como el hecho de que Sparkster sólo rebota en los muros cuando impacta contra ellos en un ángulo de 45 grados. También es capaz de disparar proyectiles de corto alcance, hacer un ataque taladro que le permite atravesar ciertas superficies o rechazar ciertos proyectiles con su espada. Como en anteriores entregas, habrá segmentos de disparos con scroll lateral, donde Sparkster puede cargar sus disparos y usar su cinturón cohete para esquivar rápidamente obstáculos. Hay varios ítems y power-ups a lo largo del camino, obteniéndose bonus de puntos y vida por recoger todos los ítems de un determinado tipo en un nivel.
El juego puede jugarse de dos formas: Arcade y Freeplay. El modo Arcade es similar a los juegos clásicos de 16 bits, teniéndose que superar el juego con un número limitado de continuaciones y es donde los jugadores experimentados pueden conseguir logros. El modo Freeplay permite a los jugadores novatos jugar los niveles individualmente, con la posibilidad de seleccionar cualquier nivel desbloqueado e intentar obtener un high score (alta puntuación) en ese nivel. El juego también presenta skins desbloqueables para los personajes, niveles de dificultad, clasificaciones en línea y logros.

## Desarrollo
Cuando el productor Tom Hullet se unió a Konami, decidió apostar por el proyecto de un revival de Sparkster, proyecto que fue aceptado tras dos años y cuatro intentos. Hulett comenta, "realmente fue cuestión de revisar el concepto, haciendo la apuesta adecuada en el momento adecuado", con varios revivals de franquicias recibiendo respuestas positivas en aquel momento. Hulett también dijo que Konami pensó que Climax Studios era la mejor elección, en parte debido a su tecnología de animación facial, que permitiría a Sparkster tener expresiones que mantuviesen la animación a la altura de los títulos de 16 bits. El 9 de octubre se publicó un tráiler.

## Recepción y crítica
IGN puntuó el juego con un 7.5, elogiando sus ingeniosas plataformas pero mostrando su preocupación por el alto precio. Game Informer le dio una nota de 8 sobre 10. GamesRadar le dio un 7/10, elogiando su mecánica pero criticando su dificultad fluctuante, junto con el elevado precio. 1UP.com le dio una nota de C+ (aproximadamente equivalente a un 7/10), criticando su falta de variedad. Al final de 2010 se habían vendido casi 12 000 unidades en Xbox Live Arcade.